# Ines El-Darwish
Ines El-Darwish ist eine ehemalige ägyptische Tischtennisspielerin.

## Karriere
El-Darwish nahm in den 1960er-Jahren dreimal an einer Afrikameisterschaft teil und gewann dabei sieben Goldmedaillen: 1962 im Einzel sowie im Doppel mit ihrer Landsfrau Perihan El-Bakri, 1964 im gemischten Doppel mit Fahmi Ezz Galal und 1968 erneut im gemischten Doppel mit Hosni Sonbol. Dazu kommen jeweils die Siege mit der Damenmannschaft. Außerdem gewann die Ägypterin drei Silbermedaillen, zunächst 1962 im gemischten Doppel mit Fawzi El-Abrashy, dann 1964 im Damendoppel mit Naser Naila und schließlich 1968 im Einzel. 1964 stand sie außerdem im Halbfinale der Einzelkonkurrenz. Daneben gewann El-Darwish die Arabische Meisterschaft 1966 im Einzel, dem Damendoppel sowie mit dem Damenteam. Hinzu kommen die Silbermedaille im gemischten Doppel sowie Bronze im Einzelwettbewerb der Mittelmeer-Meisterschaft im Jahr 1968.
Ines El-Darwish ist die Großtante der Tischtennisspielerin Dina Meshref (* 1994).

## Ergebnisse
| Turnier                  | Jahr | Ort        | Einzel     | Doppel | Mixed  | Team |
| ------------------------ | ---- | ---------- | ---------- | ------ | ------ | ---- |
| Arabische Meisterschaft  | 1966 | Amman      | Gold       | Gold   |        | Gold |
| Mittelmeer-Meisterschaft | 1968 | Alexandria | Bronze     |        | Silber |      |
| Afrikameisterschaft      | 1962 | Alexandria | Gold       | Gold   | Silber | Gold |
| Afrikameisterschaft      | 1964 | Accra      | Halbfinale | Silber | Gold   | Gold |
| Afrikameisterschaft      | 1968 | Lagos      | Silber     |        | Gold   | Gold |